# Campeonato Europeo de Atletismo por Equipos de 2025
El Campeonato Europeo de Atletismo por Equipos de 2025 se disputará en Madrid (España) y Maribor (Eslovenia) entre los días 24 y 29 de junio, bajo la organización de Atletismo Europeo.
La competición de Primera División tendrá lugar en el Estadio Vallehermoso de Madrid entre los días 27 y 29 de junio, a excepción de las pruebas de salto con pértiga, que se celebrarán el día 26 frente al Palacio Real de Madrid. La Segunda División se disputará en Maribor en los días 28 y 29 de junio, y la Tercera División también en Maribor en los días 24 y 25.

## Divisiones
Los 47 países participantes estarán repartidos en las tres divisiones como sigue:
- Primera división:  Alemania,  España,  Finlandia,  Francia,  Grecia,  Hungría,  Italia,  Lituania,  Países Bajos,  Polonia,  Portugal,  Reino Unido,  República Checa,  Suecia,  Suiza,  Ucrania.
- Segunda división:  Austria,  Bélgica,  Bulgaria,  Chipre,  Croacia,  Dinamarca,  Eslovaquia,  Eslovenia,  Estonia,  Irlanda,  Israel,  Letonia,  Noruega,  Rumania,  Serbia,  Turquía.
- Tercera división:  Albania,  Andorra,  Armenia,  Azerbaiyán,  Bosnia y Herzegovina,  Georgia,  Islandia,  Kosovo,  Liechtenstein,  Luxemburgo,  Macedonia del Norte,  Malta,  Moldavia,  Montenegro,  San Marino.

Bielorrusia y Rusia no participan debido a las sanciones impuestas por Atletismo Europeo y World Athletics.
En cada división se disputarán 37 pruebas, 18 masculinas, 18 femeninas y una mixta. Cada prueba otorgará puntos para todos los equipos participantes. Al final, los países participantes de cada división se clasificarán con arreglo al total de puntos obtenidos. Los tres primeros de cada división serán los ganadores de dicha división y, los tres mejores de la segunda y de la tercera división ascenderán a la división superior, mientras que los tres últimos de las divisiones primera y segunda descenderán de división para la siguiente edición.

## Clasificación final

### Primera División
La clasificación final en Primera División fue la siguiente:
| Posición | País            | Puntos | Nota                               |
| -------- | --------------- | ------ | ---------------------------------- |
| 1        | Italia          | 431.5  |                                    |
| 2        | Polonia         | 405.5  |                                    |
| 3        | Alemania        | 3̈97    |                                    |
| 4        | Países Bajos    | 384.5  |                                    |
| 5        | Reino Unido     | 381    |                                    |
| 6        | España          | 378    |                                    |
| 7        | Francia         | 354.5  |                                    |
| 8        | Portugal        | 300    |                                    |
| 9        | Suecia          | 288.5  |                                    |
| 10       | Suiza           | 286    |                                    |
| 11       | República Checa | 283    |                                    |
| 12       | Grecia          | 253    |                                    |
| 13       | Hungría         | 244.5  |                                    |
| 14       | Ucrania         | 231    | Descienden a Segunda División 2027 |
| 15       | Finlandia       | 220.5  | Descienden a Segunda División 2027 |
| 16       | Lituania        | 178.5  | Descienden a Segunda División 2027 |

### Segunda División
La clasificación final en Segunda División fue la siguiente:
| Posición | País       | Puntos | Nota                               |
| -------- | ---------- | ------ | ---------------------------------- |
| 1        | Bélgica    | 451.5  | Ascienden a Primera División 2025  |
| 2        | Eslovenia  | 402.5  | Ascienden a Primera División 2025  |
| 3        | Noruega    | 400    | Ascienden a Primera División 2025  |
| 4        | Turquía    | 382    |                                    |
| 5        | Irlanda    | 349    |                                    |
| 6        | Dinamarca  | 335    |                                    |
| 7        | Austria    | 318    |                                    |
| 8        | Croacia    | 308.5  |                                    |
| 9        | Eslovaquia | 304.5  |                                    |
| 10       | Rumania    | 285    |                                    |
| 11       | Estonia    | 266.5  |                                    |
| 12       | Israel     | 258.5  |                                    |
| 13       | Serbia     | 253    |                                    |
| 14       | Chipre     | 245.5  | Descienden a Tercera División 2027 |
| 15       | Bulgaria   | 240.5  | Descienden a Tercera División 2027 |
| 16       | Letonia    | 212    | Descienden a Tercera División 2027 |

### Tercera División
La clasificación final en Tercera División fue la siguiente:
| Posición | País                 | Puntos | Nota                              |
| -------- | -------------------- | ------ | --------------------------------- |
| 1        | Islandia             | 461.5  | Ascienden a Segunda División 2027 |
| 2        | Luxemburgo           | 410    | Ascienden a Segunda División 2027 |
| 3        | Bosnia y Herzegovina | 383    | Ascienden a Segunda División 2027 |
| 4        | Moldavia             | 371    |                                   |
| 5        | Malta                | 333.5  |                                   |
| 6        | Azerbaiyán           | 315.5  |                                   |
| 7        | Georgia              | 307    |                                   |
| 8        | Macedonia del Norte  | 270.5  |                                   |
| 9        | Montenegro           | 268    |                                   |
| 10       | Armenia              | 264    |                                   |
| 11       | Andorra              | 229.5  |                                   |
| 12       | Albania              | 223    |                                   |
| 13       | San Marino           | 207.5  |                                   |
| 14       | Kosovo               | 154    |                                   |
| 15       | Liechtenstein        | 107    |                                   |